# Antal Apró
Antal Apró, född den 8 februari 1913 i Szeged, Ungern, död 9 december 1994 i Budapest, Ungern var en ungersk kommunistisk politiker.
Antal Apró blev aktiv i Ungerns kommunistiska parti på 1930-talet och blev 1938 invald i dess ledning. Från 1945 blev han även medlem av centralkommittén. Han satt i den ungerska regeringen mer eller mindre koninuerlit från 1949 fram till 1971. 
Vid Ungernrevoltens utbrott den 23 oktober 1956 blev han invald i Kommunistpartiets militärkommitté som beordrade eld mot de demonsrerande studenterna framför parlamentet. Efter att revolten slagits ner blev han ordförande i det Ungersk-Sovjetiska vänskapsförbundet.

## Kuriosa
Antal Aprós barnbarn, Klára Dobrev är gift med Ferenc Gyurcsány som var Ungerns premiärminister vid 50-årsminnet av Ungernrevolten.